# James Wilkinson (żeglarz)
James „Jamie” Wilkinson (ur. 28 lutego 1951 w Howth) – irlandzki żeglarz sportowy, srebrny medalista olimpijski z Moskwy.
Sportowiec dwukrotnie reprezentował swój kraj na igrzyskach olimpijskich: 
- 1976 w Montrealu (partner Barry O’Neill) – 19. miejsce
- 1980 w Moskwie (partner David Wilkins) – 2. miejsce